# 国际复苏联盟
国际复苏聯盟( International Liaison Committee on Resuscitation，ILCOR ) 是一個由美国心脏协会等組織牽頭組成的與复苏有關的國際性組織，負責制定心肺复苏和 ECC（心血管急救护理）等規範。該組織成立於1992年。国际复苏联合委员会每年召开两次会议。